# Mangalmé
 Mangalmé è un comune del Ciad situato nel dipartimento di Mangalmé, provincia di Guéra.
È il capoluogo del dipartimento.